# La figlia del generale
La figlia del generale (The General's Daughter) è un film thriller e mistery statunitense del 1999, diretto da Simon West e scritto da Christopher Bertolini e William Goldman, basato sull’omonimo romanzo del 1992 di Nelson DeMille.
Il cast principale include John Travolta, Madeleine Stowe, James Cromwell, Timothy Hutton, Clarence Williams III e James Woods.
Nonostante abbia ricevuto recensioni negative dalla critica, il film è stato un successo al botteghino, incassando 149,7 milioni di dollari in tutto il mondo, a fronte di un budget stimato tra i 60 e i 95 milioni.

## Trama
Paul Brenner, veterano della guerra del Vietnam e sottufficiale del CID che ora opera sotto il falso nome di Frank White come sergente maggiore dei Marines, viene incaricato dall'amico e colonnello William Kent di investigare su un traffico di armi nella base di Fort MacCallum in Georgia. Contemporaneamente, all'interno della base, viene scoperto il cadavere del capitano Elizabeth Campbell, docente di guerra psicologica e figlia del generale Joseph Campbell, prossimo alla pensione e in corsa per la carica di vicepresidente degli Stati Uniti.
Il corpo della ragazza, nudo e legato, fa pensare a uno stupro, e, in ragione di questo, Paul, al quale viene immediatamente affidata l'indagine, viene affiancato dalla collega e sua ex amante Sarah Sunhill, psicologa dell'esercito, specializzata in casi di violenza sessuale. I due, con la collaborazione di Kent, hanno 48 ore di tempo prima che l'FBI assuma il caso e l'attendente del generale, il colonnello Fowler, ordina loro di comunicargli il nome di qualunque persona intendano arrestare, prima di trasmetterlo all'autorità federale.
Durante la perquisizione della casa di Elizabeth vengono scoperti molti oggetti sadomaso e alcune videocassette, che mostrano la ragazza sottomettere alcuni uomini mascherati. Paul e Sarah, contrariamente a quanto previsto dalla legge, decidono di trattenere il tutto e di trasportarlo alla base ma, mentre Paul sta portando via le videocassette, viene aggredito alle spalle da un uomo che le trafuga. Successivamente anche Sarah subisce un'aggressione da parte di alcuni soldati incappucciati, che tentano di indurla a non investigare sui militari. 
L'autopsia sul corpo di Elizabeth stabilisce la morte per strangolamento ed esclude lo stupro; i sospetti sembrano cadere sul colonnello Robert Moore, diretto superiore di Elizabeth e suo psicologo, dopo che sono state rilevate le sue impronte digitali sulla piastrina della ragazza. Il colonnello Moore, che nel frattempo è stato rilasciato da Kent e posto agli arresti domiciliari, viene ritrovato suicida con un colpo di pistola, mentre il capitano Jake Elby, componente dello staff del generale, identificato come uno degli aggressori di Sarah, riferisce a lei e a Paul di un difficile rapporto tra Elizabeth ed il padre e che l'anomala vita sessuale della donna era la causa di questo, tesi confermata dal colonnello Donald Slesinger, psicologo dell'accademia di West Point, il quale riferisce loro che, alla fine del primo anno di accademia, durante un'esercitazione Elizabeth era stata violentata da alcuni cadetti, dopo essere stata legata a terra con dei picchetti da tenda.
Il comportamento di Elizabeth viene spiegato a Paul dallo stesso generale Campbell, il quale gli rivela che, dopo la violenza subita, egli, allo scopo di preservare l'accademia da uno scandalo, l'aveva convinta a dimenticare tutto e di mettere a tacere la cosa, sconvolgendo irrimediabilmente il suo equilibrio e facendola entrare in una spirale di conflitto permanente con lui. Il generale aveva, nei giorni precedenti la morte di Elizabeth, minacciato di trascinarla davanti alla corte marziale per la sua condotta immorale se non si fosse dimessa o non si fosse sottoposta ad una psicoterapia: la giovane aveva perciò deciso di farsi sorprendere dal padre nuda e legata per ricreare l'evento dello stupro e ottenere da parte del padre il riconoscimento di quanto aveva subito all'accademia.
Il generale tuttavia si era rifiutato di comprendere lo stato mentale della figlia e si era allontanato ed il colonnello Fowler, da lui mandato per liberare Elizabeth dalle corde, giunto sul posto l'aveva trovata già morta, facendogli insorgere il sospetto che il padre fosse l'autore dell'omicidio, sottolineando che questi era al corrente dei molti amanti della figlia, tra i quali anche Kent, e solo in quel momento Paul si rende conto di quanto sia realmente accaduto e fa ritorno alla base dove Kent si trova in compagnia di Sarah e, dopo avere confessato di avere ucciso Elizabeth a causa della sua ossessione per lei e del suo rifiuto a farsi coinvolgere in una storia di amore, si suicida facendosi saltare in aria con una mina.
L'indagine è conclusa ma Paul, affrontando il generale, gli comunica che lui è il vero responsabile della morte della figlia e che Kent ha solo messo fine alle sue sofferenze, aggiungendo che il tradimento della sua fiducia è ciò che ha condotto Elizabeth ad autodistruggersi e che inserirà nel suo rapporto la sua presenza sul luogo del delitto, portandolo davanti alla corte marziale per omissione di denuncia di reato.

## Interpreti
- John Travolta interpreta Paul Brenner, agente speciale del CID (Criminal Investigation Command)
- Madeleine Stowe è Sarah Sunhill, agente speciale del CID
- James Cromwell veste i panni del tenente generale Joe Campbell
- Timothy Hutton è il colonnello William "Bill" Kent
- Leslie Stefanson interpreta il capitano Elisabeth Campbell, figlia del generale Campbell
- Daniel von Bargen è Yardley, capo della polizia
- Clarence Williams III interpreta il colonnello George Fowler, aiutante del generale
- James Woods è il colonnello Robert "Bob" Moore, comandante diretto di Elisabeth
- Mark Boone Jr. nel ruolo del sergente Dalbert Elkins
- John Beasley è il colonnello Don Slesinger, psichiatra di Elisabeth a West Point
- Boyd Kestner interpreta Jake Elby, capitano
- Brad Beyer è il capitano Bransford
- John Benjamin Hickey interpreta il capitano Goodson
- John Frankenheimer appare come il generale Sonnenberg

## Produzione
Il film è stato diretto da Simon West e prodotto da Mace Neufeld. Si tratta di un adattamento cinematografico del romanzo bestseller omonimo scritto da Nelson DeMille, pubblicato nel 1992. Alla sceneggiatura ha collaborato anche William Goldman. Le riprese si sono svolte in gran parte a Savannah, in Georgia, e nelle zone circostanti.
Dopo alcune proiezioni di prova, furono apportati due cambiamenti significativi:
- Il personaggio interpretato da Travolta mostra una posizione morale più decisa nel finale

- Viene chiarito fin dall'inizio che si tratta di un investigatore militare sotto copertura, per facilitare la comprensione della trama[5]

Riguardo alla delicata scena dello stupro, Leslie Stefanson ha dichiarato:
È stata un’esperienza orribile per me, ma era impossibile evitarla. Non vorrei mai più rifarla, ma attraverso di essa si poteva trasmettere un messaggio importante.

## Curiosità
- Inizialmente, il ruolo principale era stato proposto a Michael Douglas[7]
- Una scena d'amore tra John Travolta e Madeleine Stowe è stata girata ma tagliata dalla versione finale del film[4]

## Accoglienza
Con un budget stimato tra i 60 e i 95 milioni di dollari, La figlia del generale ha incassato quasi 103 milioni al box office statunitense, raggiungendo un guadagno globale di circa 150 milioni di dollari.
Nel weekend di apertura, il film ha incassato 22,3 milioni di dollari, classificandosi al terzo posto dietro a Tarzan e Austin Powers: La spia che ci provava.

### Critica
Il film ha ricevuto recensioni generalmente negative dalla critica. Sull'aggregatore Rotten Tomatoes, solo il 21% delle 90 recensioni è positivo, con una valutazione media di 4,3 su 10. Il consenso del sito recita:
Interpretazioni forzate e sequenze esagerate offrono poco vero dramma
Su Metacritic, il film ha ottenuto un punteggio di 47 su 100, basato su 24 recensioni, che indica giudizi “misti o mediocri”.
Il pubblico intervistato da CinemaScore ha assegnato al film un voto “B+” su una scala da A a F.
Roger Ebert ha definito il film ben realizzato e con interpretazioni credibili, ma rovinato da una scena di morte "così inutilmente grafica e raccapricciante che alla fine mi sono sentito quasi sporco."
Janet Maslin del New York Times ha elogiato Travolta per aver guidato il film con "piacevole disinvoltura", e ha apprezzato la sceneggiatura di Bertolini e Goldman per i dialoghi "intelligenti e divertenti" tra i personaggi di Travolta, Stowe e Woods. Tuttavia, ha criticato la regia di Simon West per aver "sottoutilizzato buoni attori e accentuato inutilmente il lato più sgradevole della storia", con "tocchi feticistici" pigri. Conclude:
A questo film interessa solo l’atto in sé e il modo in cui è stato compiuto
Russell Smith del Austin Chronicle ha apprezzato le interpretazioni di Travolta, Stowe e Woods, ma ha notato un disallineamento tra sceneggiatori e regista nel costruire la narrazione. Ha scritto:
La figlia del generale provoca un vero disorientamento con il suo mix di idealismo e sensazionalismo da quattro soldi. Molto strano, e molto sgradevole. Consigliatissimo agli studenti di psicologia specializzati in sessualità deviata, ma tutti gli altri possono tranquillamente evitarlo
Peter Travers di Rolling Stone ha lodato la chimica tra Travolta e Stowe per aver "distratto piacevolmente lo spettatore", ma ha criticato West per aver "abbandonato il cast secondario in un melodramma freudiano fritto nel profondo Sud", definendo il film "un pasticcio torbido, una sorta di gumbo gotico pieno di cliché."
Rita Kempley del Washington Post ha attaccato il film per aver mascherato una "critica alla giustizia militare" con una trama carica di misoginia. Conclude affermando che il film:
Non fornisce una denuncia efficace del nepotismo e dell’ipocrisia nell’esercito. Mentre insabbiamenti e discriminazioni sessuali sono problemi reali e diffusi, questo film non propone soluzioni. Vuole la torta e mangiarla allo stesso tempo